# Kyrkås nya kyrka
Kyrkås nya kyrka är en kyrkobyggnad i Lungre i Östersunds kommun, och en församlingskyrka i Häggenås-Lit-Kyrkås församling i Härnösands stift.

## Kyrkobyggnaden
Kyrkås gamla kyrka i Kyrkbyn blev under åren omkring år 1800 för liten för den växande befolkningen. Efter en donation av mark av kyrkvärden John Johansson i byn Lungre beslöts att bygga en ny kyrka i Lungre, och den nya kyrkan invigdes hösten 1845. Byggmästare var Frans Agathon Lindstein.
Kyrkan, byggd i nyklassicistisk stil, är en av få svenska östtornskyrkor.

## Inventarier
Kyrkorummet har en skenperspektivmålning på korväggen, och en altartavla målad av John Österlund. 
Dopfunten är från år 1695, och dopaltartavlan från 1954 är en målning av Ante Karlsson-Stig och föreställer en liten flicka i nordisk sommarnatur. Predikstolen är tillverkad av Salomon Jonsson-Hägglöf i samarbete med Erik Larsson.

### Fotnoter
1. ↑  ”Kyrkås kyrka”. www.svenskakyrkan.se. https://www.svenskakyrkan.se/haggenas-lit-kyrkas/kyrkas-kyrka. Läst 4 augusti 2017.